# 楊青 (景泰進士)
楊青（1423年—？），字士昂，浙江嘉興府桐鄉縣人，軍籍，明朝政治人物。進士出身。

## 生平
浙江鄉試第三十九名。景泰二年（1451年）辛未科會試第七名，殿試登進士第三甲第三十四名。

## 家族
曾祖楊德順。祖父楊希孟。父亲楊述，曾任監利縣學教諭。